# The Tides Return Forever
The Tides Return Forever ist das fünfzehnte Studioalbum der deutschen Progressive-Rock- und Artrock-Band Eloy. Es erschien 1994 unter dem Label SPV.

## Musikstil
Auf 'The Tides Return Forever' kehrte Eloy stilistisch zu dem Sound ihrer Hochphasen in den 1970ern zurück. Als Tasteninstrumente wurden ausschließlich analoge Keyboards und eine Hammondorgel eingesetzt, und wie beim letzten Album Destination wurde beim Schlusstitel Company of Angels ein Chor eingespielt.

## Entstehungsgeschichte
Mit diesem Album kehrte Klaus-Peter Matziol zur Stammbesetzung von Eloy zurück, der bereits in den Erfolgsjahren der 1970er und frühen 1980er Jahren den Bass bei Eloy spielte. Die Titel wurden in Bornemanns Horus Sound Studio in Hannover und im Pink Ball Studio in Berlin aufgenommen. Bei dem Chorgesang von Company of Angels wurden die einzelnen Stimmen paarweise auf separate Tonspuren des Aufnahmegerätes aufgezeichnet und später zu insgesamt 120 Stimmen zusammengeschnitten um der Aufnahme mehr Dynamik zu verleihen und die Textverständlichkeit zu verbessern. Auf dem Albumcover prangt erstmals seit dem Album Performance von 1983 wieder das alte Bandlogo.

## Besetzung
- Frank Bornemann: E-Gitarre, Gitarre, Gesang
- Michael Gerlach: Keyboards, Synthesizer
- Klaus-Peter Matziol: E-Bass

### Gastmusiker
- Nico Baretta – Schlagzeug
- Jocelyn B. Smith: Gesang (5)
- Miriam Stockley: Gesang (7)
- Peter Beckett: Gesang (5–7), Chroarrangement, Leitung (7)
- Tom Jackson: Gesang (5–7), Chroarrangement, Leitung (7)
- Susanne Schätzle: Begleitgesang (6)
- Bettina Lux: Begleitgesang (6)
- Steve Mann: Akustische Gitarre (5)
- Ralf Vornberger: Akustische Gitarre (5)
- Dirk Michaelis: Akustische Gitarre (3)
- Chor (7)

### Technik
- Produktion: Frank Bornemann
- Tontechnik: Gerhard Wölfle

## Titelliste
Alle Titel wurden von Frank Bornemann und Michael Gerlach komponiert, und Texte von Bornmenann geschrieben.
1. The Day of Crimson Skies – 5:02
2. Fatal Illusions – 9:22
3. Childhood Memories – 6:22
4. Generation of Innocence – 6:10
5. The Tides Return Forever – 6:40
6. The Last in Line – 4:01
7. Company of Angels – 9:45

## Rezeption
Das Album war ein unerwarteter Erfolg, auch wenn es sich nicht in den deutschen Albumcharts platzierte. Eloy ging nach über 10 Jahren Bühnenabstinenz wieder in sieben deutschen Großstädten auf Tournee. Aufgrund des großen Zuspruchs wurde sie schließlich im Frühjahr 1995 um fünf weitere Konzerte ausgedehnt. Eigentlich plante Bornemann die Band nach der Tournee endgültig aufzulösen, doch nach dem großen Zuspruch aus der Fangemeinde revidierte er seinen Entschluss.